# 汤姆·彭德格斯特
汤姆·彭德格斯特（英語：Thomas Joseph Pendergast，1873年7月22日—1945年1月26日），美国政治人物，1925至1939年担任密苏里州杰克逊县和堪萨斯城政治集团的首脑。彭德格斯特对杜鲁门日后的总统生涯起到了重要作用，因此被杜鲁门总统成为“堪萨斯城的老朋友”。